# Гордиенко, Алексей Фёдорович
Алексей Федорович Гордиенко (16 августа 1929, село Дмухайловка, теперь Магдалиновского района Днепропетровской области — 7 июля 2010, Николаев) — советский партийный деятель. Кандидат в члены ЦК КПУ в 1986 — 1990 г. Депутат Верховного Совета УССР 9-11-го созывов. Член Центральной Ревизионной Комиссии КПСС в 1976 — 1981 г. Кандидат в члены ЦК КПСС в 1981 — 1986 г.

## Биография
В 1949 году окончил Днепропетровский техникум железнодорожного транспорта.
В 1949 — 1950 гг. — электромонтер на железной дороге.
В 1950 — 1953 гг. — служил в Советской армии.
В 1953 — 1960 гг. — электромонтер, бригадир электриков, мастер, начальник цеха Днепропетровского завода металлоизделий.

В 1957 г. вступил в КПСС.
В 1960 г. окончил Харьковский политехнический институт (заочно).
В 1960 — 1963 гг. — секретарь партийного комитета Днепропетровского завода металлоизделий.
В 1963 — 1969 гг. — председатель Амур-Нижнеднепровского районного комитета народного контроля; 2-й секретарь Амур-Нижнеднепровского районного комитета КПУ города Днепропетровска; заведующий отделом Днепропетровского городского комитета КПУ.
В 1969 — 1973 гг. — 1-й секретарь Индустриального районного комитета КПУ города Днепропетровска.
В 1973 — 1975 гг. — 2-й секретарь Днепропетровского городского комитета КПУ.
В апреле 1975 — 1983 гг. — 1-й секретарь Днепродзержинского городского комитета КПУ Днепропетровской области.
Окончил Академию общественных наук при ЦК КПСС. В 1983 г. — инспектор ЦК КПУ.
В 1983 — 1989 гг. — 2-й секретарь Николаевского областного комитета КПУ.
С 1989 — заведующий отделом внешнеэкономических отношений при Николаевском областном исполнительном комитете. Потом на пенсии.

## Награды
- три ордена Трудового Красного Знамени
- медали
- почетный гражданин Днепродзержинска.